# BestCrypt
BestCrypt ist eine kommerzielle Software zur partitionsweisen Verschlüsselung von Festplatten für Windows, Linux, macOS und Android entwickelt von Jetico.
BestCrypt kommt in zwei Versionen. BestCrypt Volume Encryption zur Verschlüsselung ganzer Laufwerke und BestCrypt Container Encryption zur Verschlüsselung virtueller Laufwerke welche als Datei gespeichert werden.
BestCrypt bietet auch das Programm BCWipe zur sicheren Datenlöschung an.
Der BestCrypt Explorer bietet einen File Manager für Android mit Zugriff auf verschlüsselte Container und mit Containerverschlüsselung.

## Funktionen
- Die Erstellung und Verwendung von virtuellen Laufwerken, welche durch AES, Blowfish, Twofish, CAST-128[7] oder anderen Algorithmen verschlüsselt wurden. BestCrypt Version 8 und höher kann alternativ auch ein Unterordner auf einer NTFS-Disk anstatt eines Laufwerks verwenden. Verschlüsselte virtuelle Abbilder sind kompatibel mit Windows, Linux und MAC OS X.
- Die Verschlüsselung von mehreren Dateien in ein einzelnes, selbst-extrahierendes Archiv.
- Die Verschlüsselung ganzer Partitionen oder Volumen mit einer Pre-Boot-Authentisierung für verschlüsselte Boot-Partitionen.
- Zwei-Faktor-Authentisierung
- Hardware-Beschleunigung bei Verschlüsselung
- Anti-Keylogging Funktionen zum Schutz von Passwörtern.
- Sichere Datenlöschung durch die Software BCWipe zur Löschung ungeschützter Kopien.
- Sicheres Teilen und Public-Key-Authentifizierung zusätzlich zum einfachen Passwortschutz.